# Remus Cernea

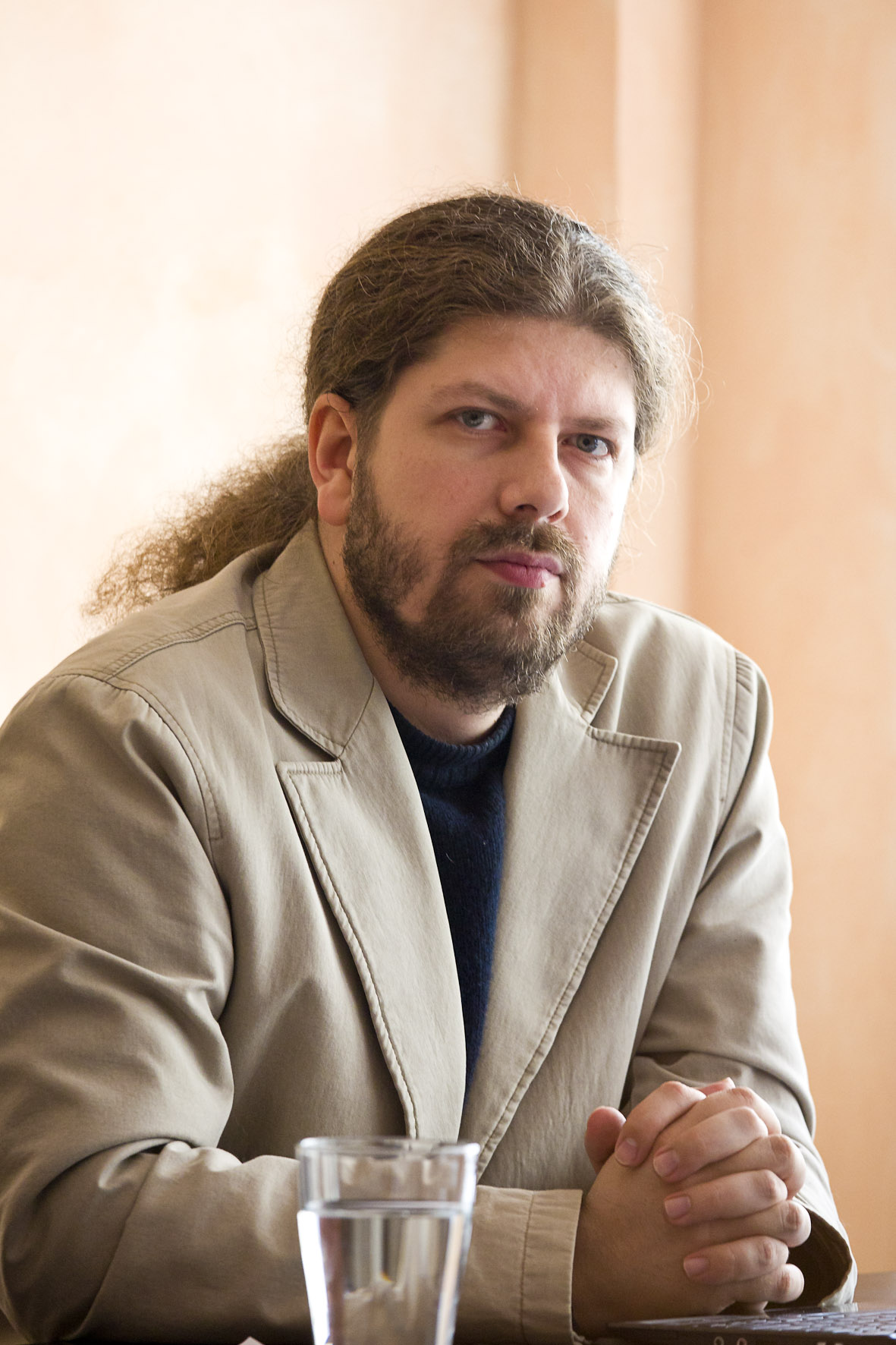
Remus Cernea (2011)

Remus Cernea (* 25. Juni 1974 in Bukarest) ist ein rumänischer Politiker der Partidul Verde (PV).

## Leben
Cernea studierte an der Universität Bukarest Philosophie. Cernea ist seit 2012 Abgeordneter in der Abgeordnetenkammer von Rumänien.

## Werke (Auswahl)
- Manifest împotriva becalizării României, ISBN 978-973-733-192-2, Tritonic 2007